# Bristol 400
La 400 è un'autovettura prodotta dalla Bristol dal 1947 al 1950. È stato il primo modello di automobile assemblato dalla casa automobilistica britannica.

## Il contesto
Dopo la seconda guerra mondiale, la Bristol Aeroplane Company decise di diversificare la produzione istituendo una divisione per la produzione di autovetture. Più tardi, questa divisione diventò indipendente, costituendo la Bristol Cars. La Bristol Aeroplane Company acquisì dalla Frazer Nash la licenza di costruire modelli BMW.
Per la produzione del proprio primo modello, la Bristol si ispirò quindi a vetture BMW prebelliche. Dalla BMW 328 prese il motore, mentre dalla BMW 326 acquisì il telaio. La carrozzeria invece provenne dalla BMW 327.

## Caratteristiche

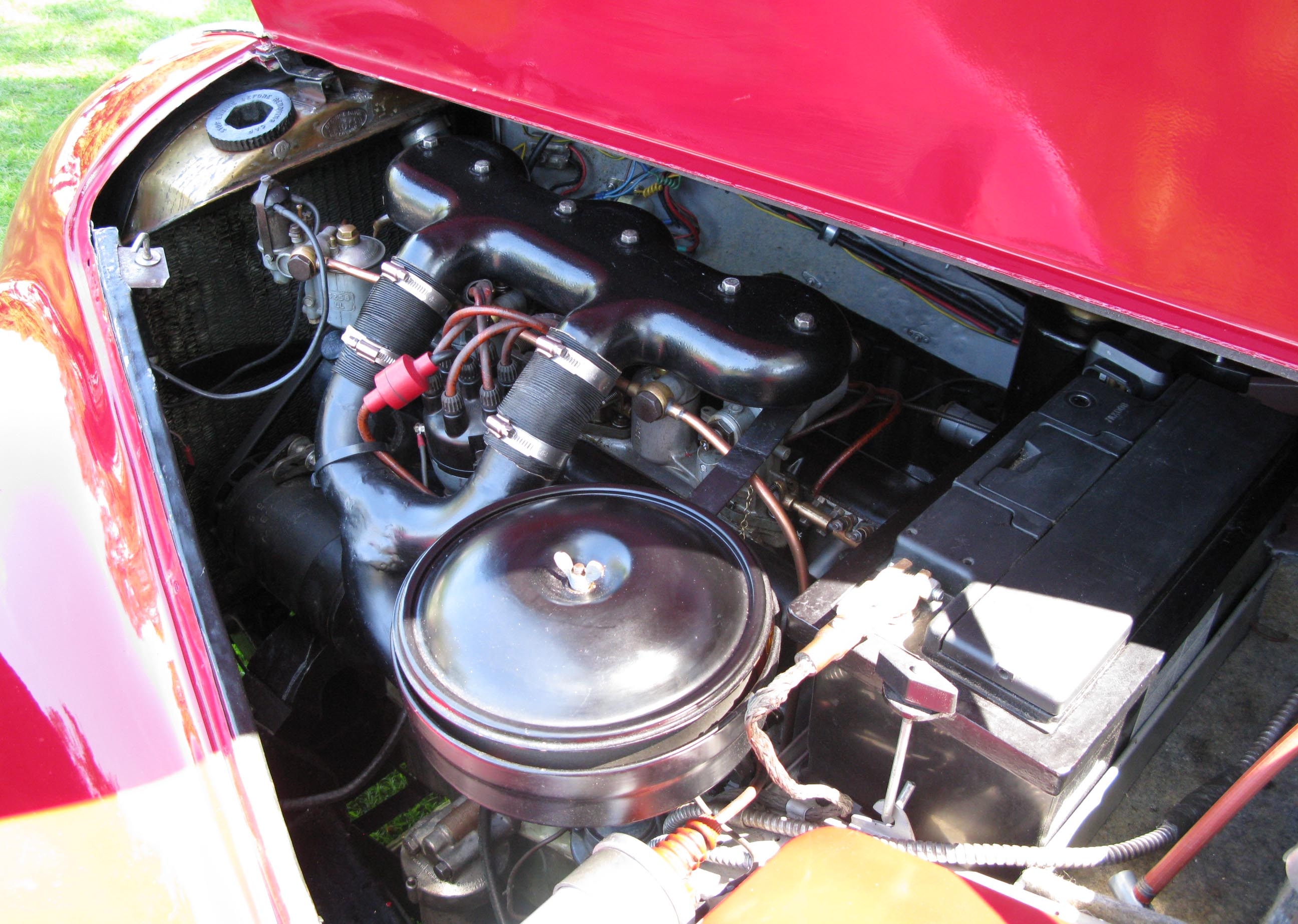
Il motore

La 400 aveva in dotazione una versione leggermente modificata del motore della BMW 328. Questo propulsore, che era a sei cilindri in linea, possedeva le valvole montate in testa e aveva una cilindrata di 1.971 cm³. L'alesaggio e la corsa erano, rispettivamente, 66 mm e 96 mm. Il motore, considerato all'avanguardia per la presenza di camere di combustione semisferiche e per l'installazione di corti condotti di aspirazione e scarico, sviluppava 80 CV di potenza a 4.500 giri al minuto. Ciò permetteva al modello di raggiungere una velocità massima di 148 km/h. Il motore era installato anteriormente, mentre la trazione era posteriore. La 400 era dotata di un cambio manuale a quattro rapporti. Le tre marce più alte erano sincronizzate.
La 400 aveva installato una carrozzeria in acciaio ed era fornita di vetri piatti. L'unico vetro curvo era il lunotto, che poteva essere aperto grazie a una cerniera montata superiormente. Quest'ultima caratteristica era apprezzata dai clienti che abitavano in zone dal clima caldo. Infatti, la sola apertura dei finestrini laterali forniva una scarsa ventilazione dell'abitacolo, perlomeno in confronto con la possibilità di aprire anche il lunotto posteriore.
Il modello aveva installato delle sospensioni indipendenti a balestra. Erano anche installati un assale rigido e una barra di torsione. La calandra ricordava quella installata sui modelli BMW dell'epoca, e il cofano era piuttosto lungo.
La 400 fu offerta con un solo tipo di carrozzeria, berlina sportiva due porte.